# Ranger-programmet
Ranger-programmet var en serie af NASA's månesonder til at optage nærbilleder af måneoverfladen. Systemet gik ud på at sende kamikazesonder på kollisionskurs mod Månen, med et batteri af tv-kameraer. Dette kunne gøres relativt simpelt, men NASA's afdeling for rumsonder, JPL, valgte at bruge programmet til at udvikle avancerede dybtrumssonder. Eksempelvis kunne strømforbruget på Rangers tredøgnsflyvninger sagtens dækkes af friske batterier (kun få af de sovjetiske Lunasonder brugte solceller), men JPL valgte at udstyre Rangersonderne med solcellepaneler. Disse kræver et system, der automatisk peger solcellerne mod Solen. Simple satellitter er spin-stabiliseret; de fordeler solvarmen ligeligt som en grillkylling. Ranger var 3-akse stabiliseret, hvilket kræver temperaturkontrol og et aktivt stabilisationssystem med monitering af ledestjerner. Kommunikationssystemet var forbedret, grundet seks tv-kameraer, og der var en slags computer om bord. De avancerede sonder forsinkede Ranger-programmet, men førte til at NASA, som den eneste rumfartsorganisation, har besøgt samtlige planeter i Solsystemet.
Rangersonderne skulle bruge de uprøvede Atlas-Agena-raketter, der var en kombination af to atommissiler. Atlas-Agena skulle bruges af Samos spion- og Midas raketvarslingssatellitterne og Rangersonderne var prøveklude.

## Ranger Block I
- 306 kg tunge satellitter, der i stærkt elliptiske baner om Jorden (op til 1 mio. km væk) skulle afprøves i rummet. Venussonderne Mariner 1 og 2 byggede på dette design.
  - Ranger 1, 23 august 1961 — Agena-trinnet svigtede og Ranger 1 brændte op efter få dage.
  - Ranger 2, 18 november 1961 — Agena-trinnet svigtede og Ranger 2 brændte op efter to dage.

## Ranger Block II
- 331 kg tunge månesonder med 40 kg tunge landere. Disse kugleformede landere var omgivet af balsatræ, der ved knusning skulle optage energien. Landeren havde et seismometer til at registrere måneskælv.
  - Ranger 3, 26. januar 1962 — ramte 36.793 km ved siden af Månen.
  - Ranger 4, 23. april 1962 — ramte Månens bagside uden billeder (ifølge landeren).
  - Ranger 5, 18. oktober 1962 — ramte 724 km ved siden af Månen.

## Ranger Block III
- 365 kg tunge månesonder uden landere.
  - Ranger 6, 30. januar 1964 — perfekt flyvning, men med et defekt kamerasystem.
  - Ranger 7, 28. juli 1964 — 4.308 billeder, nedslag i Mare Nubium (Skyhavet).
  - Ranger 8, 17. februar 1965 — 7.137 billeder, nedslag i Mare Tranquillitatis (Stilhedens Hav).
  - Ranger 9, 21. marts 1965 — 5.814 billeder, nedslag i Alphonsus krateret.